# ウィンチェルシーの海戦
ウィンチェルシーの海戦（ウィンチェルシーのかいせん、英語: Battle of Winchelsea）またはレ・ゼスパニョール・シュール・メールの海戦（Battle of Les Espagnols sur Mer・海の上のスペイン人の意）は、 1350年8月29日イングランド南部のウィンチェルシー の沖合で起きた、 イングランド艦隊と、カスティーリャ・ジェノヴァ連合艦隊との戦いである。エドワード3世 率いるイングランド艦隊が勝利したが、双方とも大きな損害を受けた。スロイスの海戦、ラ・ロシェルの海戦と並び、百年戦争における三つの重要な海戦の一つと言われる。

## 背景

### 百年戦争初期
1337年に英仏間で百年戦争が勃発すると、1340年に両国の大艦隊同士が激突したスロイスの海戦でイングランド軍がフランス軍を破った。一方、内陸部では両者とも決定的な勝利をつかめなかったが、1346年にフランス軍はイングランド軍にクレシーの戦いで大敗を喫し、ドーバー海峡を望む重要港湾都市カレーも翌年に陥落した（カレー包囲戦）。カレーを確保したことにより、イングランド軍はフランス北部での軍事活動が容易になった。1348年、ヨーロッパで黒死病（ペスト）が大流行し、打撃を受けた両国は和平を模索し始める。そんな中、1350年8月22日にフィリップ6世が死亡し、息子のジャン2世が即位する。

### フランスの反撃
海軍力増強と通商規制を重要政策として位置づけていたエドワード3世の下、イングランド艦隊はスロイスでフランス艦隊を壊滅させ制海権を握ってはいたが、1349年ごろからフランス海軍の動きが再び活発になる。フランス貴族のシャルル・デ・ラ・セルダが率いる艦隊はイングランド船を拿捕して船員を殺害したり、武器や兵士を満載した船団をスロイスに入港させようとしていた。1350年に入ると、フランスの同盟国のカスティーリャ艦隊もイングランドに占領されたカレーの襲撃を企てるなど、ドーバー海峡を巡る英仏の綱引きは慌ただしさを増していた。
カスティーリャ王国とジェノヴァ共和国はフランスの同盟国であり通商相手だったため、イングランドとは海上でしばしば衝突していて、両国の武装商船団はイングランド商船を狙って頻繁に海賊行為を行っていた。特に、フランドルで荷を積み込みバスク（フランスとスペインの国境付近）まで運んでいたカスティーリャ商船団は戦艦も伴っており、途上でイングランドの商船に出会ってはこれを襲撃し、船員を海に放り込むといったことを繰り返していた。この船団を指揮していたのも、カスティーリャ王家の血を引くシャルル・デ・ラ・セルダだった。戦いの別名であるレ・ゼスパニョール・シュール・メール（海の上のスペイン人）とはラ・セルダのことを指す。

## 戦闘
1350年8月10日、エドワード3世はカスティーリャ艦隊を帰国途上で攻撃するように号令をかけ、麾下の艦隊をウィンチェルシーに集結させた。エドワード3世は21歳のエドワード黒太子らを連れて陸路でウィンチェルシーに向かうと、28日にコグ船の旗艦「トマス号」に乗り込んだ。イングランド艦隊は投錨したままカスティーリャ艦隊の出現を待った。一方のラ・セルダは、沖合を進めばイングランド艦隊との接触を避けることもできたであろうが、敵艦隊との遭遇を予測しつつ沿岸を進んだ。艦隊の中核をなす40隻の大型艦があるためイングランド艦隊より優位に立てると考えていたし、更にはフランドルの港で石弓兵を中心とする傭兵団も雇い入れていた。29日午後4時、カスティーリャ艦隊は東からの風を背に受けてイングランド艦隊の前に大胆に姿を現し、戦闘が始まった。
当時の海戦の定石通り、両艦隊はお互いの艦船をぶつけ合って船上の白兵戦が始まった。エドワード3世が乗る旗艦もカスティーリャ艦の体当たりを受けてたちまち海底に沈み、王や近衛兵はかろうじて体当たりしてきた敵艦に乗り移って難を逃れたという。ラ・セルダがフランドルで雇ってきた石弓兵は威力を発揮し、カスティーリャの大型艦から高さを生かして降り注ぐ攻撃はイングランド軍に大損害を与えた。しかし白兵戦となるとイングランド側に軍配が上がり、イングランド兵は乗り移ったカスティーリャのガレー船を次々と占拠していった。日没まで戦闘は続き、カスティーリャ艦隊は大半が拿捕されラ・セルダは戦場から離脱した。イングランド艦隊も、エドワード3世とエドワード黒太子の乗艦が共に沈められるなど損害は大きく、敗走するカスティーリャ艦隊への追跡は行われなかった。